# Poolbillard-Panamerikameisterschaft 2009
Die Poolbillard-Panamerikameisterschaft 2009 war die elfte Austragung der vom amerikanischen Billardverband CPB veranstalteten Kontinentalmeisterschaft im Poolbillard. Sie fand vom 24. bis 26. September 2009 in Guatemala-Stadt statt. Neben 9-Ball wurde erstmals auch die Disziplin 10-Ball ausgespielt. Bei den Herren gab es zudem nach 2004 zum zweiten Mal einen 8-Ball-Wettbewerb.

## Medaillengewinner
| Disziplin             | Gold              | Silber            | Bronze           |       |
| --------------------- | ----------------- | ----------------- | ---------------- | ----- |
| Herren – 8-Ball       | Rubén Bautista    | Juan Mairena      |                  | [ 1 ] |
| Herren – 9-Ball       | Ignacio Chávez    | Carlos Castro     | Ariel Casto      | [ 2 ] |
| Herren – 10-Ball      | Ignacio Chávez    | Frailin Guanipa   | Jalal Yousef     | [ 3 ] |
| Damen – 9-Ball        | Adriana Villar    | Nataly Camacho    | Carlynn Sánchez  | [ 4 ] |
| Damen – 10-Ball       | Adriana Villar    | Johanna Espinoza  | Mirjana Grujicic | [ 5 ] |
| Junioren – 9-Ball     | Christopher Tevez | Jorge Rivera      | Marcos García    | [ 6 ] |
| Junioren – 10-Ball    | Christopher Tevez | Carlos Ñurinda    | Hector Salazar   | [ 7 ] |
| Juniorinnen – 9-Ball  | Karen García      | Amerindia Tablada | Glenda Flores    | [ 8 ] |
| Juniorinnen – 10-Ball | Amerindia Tablada | Karen García      | Javiera Rivera   | [ 9 ] |